# Phiên chợ Ba Tư
Phiên chợ Ba Tư là một bản nhạc nhẹ nổi tiếng của nhạc sĩ Anh Albert William Ketèlbey sáng tác năm 1920, rất thịnh hành trên thế giới vào thế kỉ XX, hiện còn phổ biến ở nhiều nước, trong đó có Nhật Bản, Trung Quốc, Việt Nam. Nhạc phẩm được ấn hành lần đầu tiên ở nước Anh vào năm 1921 do nhà xuất bản Bosworth, với tên nguyên bản bằng tiếng Anh là "In a Persian Market" (ở một phiên chợ Ba Tư). Ở Việt Nam, nhạc phẩm này được nhạc sĩ Phạm Duy dựa trên bản tiếng Pháp "Sur un marché persan" dịch là "Phiên chợ Ba Tư", còn nhà xuất bản âm nhạc đã ấn hành phần giai điệu chính của nhạc phẩm này vào khoảng những năm 1960. Ngoài ra, Việt Nam còn được viết lời Việt bởi nhạc sĩ Duy Thoáng cho vở kịch Ngày xửa ngày xưa 9 - Aladdin và đủ thứ thần với sự thể hiện của NSƯT Thành Lộc (thần nhẫn), Bạch Long (thần đèn), Đại Nghĩa (thần ve chai).
Tổng phổ gốc chỉ biên soạn cho dàn nhạc giao hưởng kết hợp với hợp xướng; tuy nhiên, sức hấp dẫn của nhạc phẩm đã khiến nhiều nhạc sĩ chuyển thể thành các phiên bản (version) khác nhau, cho:
- Dàn nhạc giao hưởng hiện đại.
- Độc tấu hoặc song tấu dương cầm.
- Dàn nhạc dân tộc.
- Hợp ca có nhạc đệm.
- Độc tấu guitar.

v.v.
Các phiên bản đã được tạo ra hoặc trình diễn bởi những nghệ sĩ hoặc dàn nhạc có tiếng như André Rieu, James Last, Farkhad Khudyev, Sammy Davis, Larry Clinton, Alexander Faris, John Lanchbery, Jésus Etcheverry, Arthur Fiedler, Hợp xướng Đài Loan (Trung Quốc).

## Chủ đề

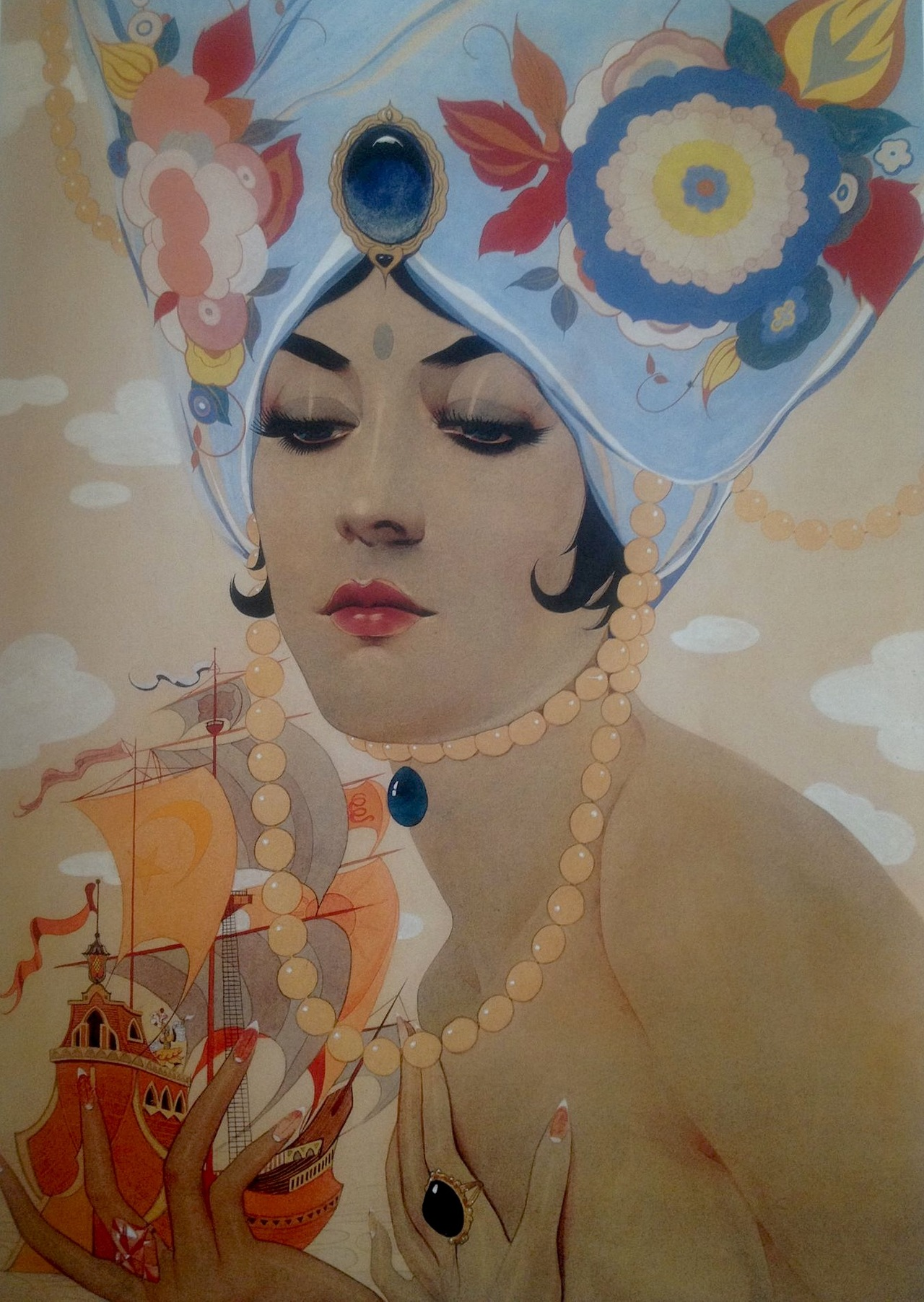
Tranh minh họa nhân vật công chúa trong nhạc phẩm.

Phiên chợ Ba Tư như một bức tranh mô tả bằng nhạc các cảnh lần lượt ở một phiên chợ xứ này mà nhà soạn nhạc muốn giới thiệu.
- Bắt đầu là tiếng đoàn lạc đà của công chúa cùng các tuỳ tùng từ xa, tiến dần dần đến chợ. Khi vào chợ, thì âm thanh đầu tiên nổi bật là tiếng của nhiều người ăn xin ngồi dọc đường trong chợ.
- Sau đó là cảnh nghệ nhân tung hứng biểu diễn, rồi tiếng kèn của người bán rắn.
- Cảnh giáo chủ xuất hiện bằng tiếng của dàn kèn động oai vệ.
- Cuối cùng là công chúa cùng đoàn tuỳ tùng rời chợ, ra về, tiếng chân lạc đà nhỏ dần, chợ im ắng dần và tan.

Tuỳ theo ban nhạc biểu diễn, nhạc phẩm kéo dài trong khoảng từ 5 đến 6 phút.
Bản nhạc lần đầu tiên được công bố trên tạp chí Musical Opinion vào tháng 1 năm 1921 dưới dạng một bản nhạc độc tấu dương cầm, trong phần "Những điều mới lạ về giáo dục". Khoảng nửa năm sau, phiên bản cho dàn nhạc mới xuất bản.
"Phiên chợ Ba Tư" được đánh giá là nhạc phẩm thuộc trường phái ấn tượng âm nhạc, trong đó phần giai điệu được sử dụng làm nhạc nền cho các cảnh phương Đông như ở một truyện tranh. Đây là một trong số ít các nhạc phẩm không lời, có phụ chú tiêu đề, từ khi ra mắt đã được đánh giá là dễ nghe và dễ hiểu.

## Lời bài hát trong "Ngày xửa ngày xưa 9 - Aladdin và đủ thứ thần"
3 vị thần (thần nhẫn, thần đèn, thần ve chai) được 3 nghệ sĩ (NSƯT Thành Lộc, Bạch Long, Đại Nghĩa) thể hiện do nhạc sĩ Duy Thoáng viết lời Việt trong vở kịch như sau:
| “ | Đọc: Mau, mau, mau Mau đến, mau, mau, mau Phiên chợ Ba Tư Mau, mau, mau đến dự Nhanh chân, nhanh chân Đến nhanh, nhanh chân Phiên chợ Ba Tư Nhanh chân đến dự Hát: Ôi! ôi! ôi! phiên chợ Ba Tư rộn ràng Ai đi ngang xin dừng chân đây một lần Ôi đông vui, bao người bán buôn nhịp nhàng Thần thánh đây cũng ghé thăm Ôi! ôi! ôi! phiên chợ Ba Tư rộn ràng Ai đi ngang xin dừng chân đây một lần Ôi đông vui, bao người bán buôn nhịp nhàng Thần thánh đây cũng ghé thăm Ôi! thích quá! bao nhiêu thứ hàng... Là thần thánh cũng muốn mua hàng... Thật tiếc quá! nếu không được ghé...chợ... Chợ Ba Tư...vui quá là vui...i... Ôi! thích quá! bao nhiêu thứ hàng... Là thần thánh cũng muốn mua hàng... Thật tiếc quá! nếu không được ghé...chợ... Chợ Ba Tư vui quá, quá vui Ôi! ôi! ôi! phiên chợ Ba Tư rộn ràng Ai đi ngang xin dừng chân đây một lần Ôi đông vui, bao người bán buôn nhịp nhàng Thần thánh đây cũng ghé thăm Ôi! ôi! ôi! phiên chợ Ba Tư rộn ràng Ai đi ngang xin dừng chân đây một lần Ôi đông vui, bao người bán buôn nhịp nhàng Thần thánh đây cũng ghé thăm Đọc: Mau, mau, mau Mau đến, mau, mau, mau Phiên chợ Ba Tư Mau, mau, mau đến dự Nhanh chân, nhanh chân Đến nhanh, nhanh chân Phiên chợ Ba Tư Nhanh chân đến dự | ” |